# اولدژیخ اسووبودا
اولدژیخ اسووبودا (چکی: Oldřich Svoboda؛ زادهٔ ۲۸ ژانویهٔ ۱۹۶۷) بازیکن هاکی روی یخ اهل چکسلواکی بود.